# Waldo Salt
Waldo Miller Salt (18 de octubre de 1914 - 7 de marzo de 1987) fue un guionista estadounidense, ganador del premio Óscar al mejor guion por las películas Midnight Cowboy y Coming Home.

## Primeros años y carrera
Salt nació en Chicago, Illinois. Fue hijo de William Haslem Salt, un artista y ejecutivo de negocios. Estudio en la Universidad Stanford, donde se graduó en el año 1934. La primera película de las diecinueve que escribió o participó en su escritura fue lanzada en el año 1937 con el título de The Bried Wore Red. Un año después, Salt se integró al Partido Comunista de los Estados Unidos y fue un consultor civil de la Oficina de Información de Guerra de los Estados Unidos durante la Segunda Guerra Mundial. La carrera de Salt en el mundo cinematográfico se vio interrumpida cuando fue puesto en la lista negra después de negarse a testificar ante el Comité de Actividades Antiestadounidenses en el año 1951. Después de esto, comenzó a trabajar en el programa británico Las aventuras de Robin Hood, en la cual participaban muchos otros escritores que permanecían en la lista negra del gobierno estadounidense, lo cual les dificultaba trabajar en Hollywood. Al colapsar la lista negra, Salt vivió la mejor etapa de su vida fílmica al ganar dos premios de la Academia por su trabajo en Midnight Cowboy y Coming Home y ser nominado para otro por la película Serpico.

## Vida privada y muerte
Salt se casó tres veces, primero con la actriz Mary Davenport, con quien tuvo dos hijas: Jennifer y Deborah. Después de su divorcio de Davenport, se casó con Gladys Schwartz y luego con la dramaturga Eve Merriam. Permaneció junto a Merriam hasta su muerte a los 72 años de edad. Murió en Los Ángeles el 7 de marzo de 1987.

## Después de su muerte
Después de morir en el año 1987, se realizó el documental Waldo Salt: A Screenwriter's Journey en el año 1990, donde se contó con entrevistas de actores, directores, colaboradores y amigos como Dustin Hoffman, Robert Redford, Jon Voight y John Schlesinger, entre otros. Desde 1992, se entrega el premio The Waldo Salt Screenwriting Award en el Festival de Cine de Sundance.

## Filmografía
| Año  | Título                                        | Nota(s)                                                 |
| ---- | --------------------------------------------- | ------------------------------------------------------- |
| 1937 | The Bride Wore Red                            | Adaptado, sin acreditar                                 |
| 1938 | The Shopworn Angel                            | Guion                                                   |
| 1939 | Las aventuras de Huckleberry Finn             | Diálogo, sin acreditar                                  |
| 1940 | Historias de Filadelfia                       | Sin acreditar                                           |
| 1941 | El hombre salvaje de Borneo                   | Guion                                                   |
| 1943 | Esta noche abordamos Calais                   |                                                         |
| 1944 | El Sr. Winkle va a la guerra                  | Título alternativo: Armas y la mujer                    |
| 1948 | Rachel y el Extraño                           | Guion                                                   |
| 1950 | La llama y la Flecha                          |                                                         |
| 1951 | M                                             | Diálogo adicional                                       |
| 1961 | Blast of Silence                              | Narración escrita por él, acreditado como Mel Davenport |
| 1962 | Taras Bulba                                   |                                                         |
| 1964 | Vuelo desde Ashiya                            | Título alternativo: Ashiya kara no hiko                 |
| 1964 | Salvaje y Maravilloso                         |                                                         |
| 1969 | Midnight Cowboy                               | Guion                                                   |
| 1971 | La pandilla que no pudo disparar directamente | Título alternativo: La pandilla que no pudo disparar    |
| 1973 | Serpico                                       | Guion                                                   |
| 1975 | Como plaga de langosta                        | Guion                                                   |
| 1978 | Coming Home                                   | Guion                                                   |

## Premios y distinciones
Premios Óscar
| Año  | Categoría                        | Trabajo nominado | Resultado |
| ---- | -------------------------------- | ---------------- | --------- |
| 1969 | Mejor argumento y guion adaptado | Midnight Cowboy  | Ganador   |
| 1974 | Mejor guion adaptado             | Serpico          | Nominado  |
| 1979 | Mejor guion original             | El regreso       | Ganador   |

| Año  | Premio                  | Resultado | Categoría                                      | Trabajo nominado                        |
| ---- | ----------------------- | --------- | ---------------------------------------------- | --------------------------------------- |
| 1949 | Premios WGA             | Nominado  | Mejor guion de wéstern estadounidense          | Rachel y el Extraño                     |
| 1970 | Premios WGA             | Ganador   | Mejor drama adaptado de otro medio             | Midnight Cowboy                         |
| 1974 | Premios WGA             | Ganador   | Mejor drama adaptado de otro medio             | Serpico (junto con Norman Wexler)       |
| 1979 | Premios WGA             | Ganador   | Mejor drama escrito directamente para pantalla | Coming Home (junto con Robert C. Jones) |
| 1986 | Premios WGA             | Ganador   | Premio Laurel por Logros de Guion              | -                                       |
| 1970 | Premios BAFTA           | Ganador   | Mejor Guion                                    | Midnight Cowboy                         |
| 1974 | Premios Edgar Allan Poe | Nominado  | Mejor Película                                 | Serpico (junto con Norman Wexler)       |
| 1970 | Premios Globo de Oro    | Nominado  | Mejor Guion                                    | Midnight Cowboy                         |
| 1979 | Premios Globo de Oro    | Nominado  | Mejor Guion                                    | Coming Home (junto con Robert C. Jones) |